# Liga Mundial de Voleibol de 2001
A Liga Mundial de Voleibol de 2001 foi a décima segunda edição do torneio anual organizado pela Federação Internacional de Voleibol. Foi disputada por dezesseis países, de 11 de maio a 30 de junho. A fase final foi realizada em Katowice, na Polônia.

## Formato
A partir desta edição o formato do torneio foi expandido de 12 para 16 equipes. Sendo que, as dezesseis equipes foram divididas em quatro grupos e jogaram quatro vezes contra cada uma das outras do grupo (duas como mandante e duas como visitante). Classificaram-se para a fase final os dois melhores de cada grupo. Na fase final, as oito equipes se dividiram em dois grupos. Classificaram-se para as semi-finais as duas melhores de cada grupo.

## Equipes participantes
| Grupo A                         | Grupo B                         | Grupo C                        | Grupo D                                      |
| ------------------------------- | ------------------------------- | ------------------------------ | -------------------------------------------- |
| Argentina Espanha França Itália | Grécia Polónia Rússia Venezuela | Cuba Iugoslávia Japão Portugal | Alemanha Brasil Estados Unidos Países Baixos |

## Fase Intercontinental

### Grupo A
| Pos | Equipe    | Pts | V | D  | SV | SP | SA    |
| --- | --------- | --- | - | -- | -- | -- | ----- |
| 1   | Itália    | 21  | 9 | 3  | 30 | 15 | 2,000 |
| 2   | França    | 20  | 8 | 4  | 27 | 21 | 1,286 |
| 3   | Espanha   | 17  | 5 | 7  | 23 | 28 | 0,821 |
| 4   | Argentina | 14  | 2 | 10 | 16 | 32 | 0,500 |

PTS - pontos, V - vitórias, D - derrotas, SV - sets vencidos, SP - sets perdidos, SA - sets average
| Data  | Jogo      | Jogo | Jogo      | Parciais | Parciais | Parciais | Parciais | Parciais | Cidade        |
| Data  | Jogo      | Jogo | Jogo      | 1        | 2        | 3        | 4        | 5        | Cidade        |
| ----- | --------- | ---- | --------- | -------- | -------- | -------- | -------- | -------- | ------------- |
| 11/05 | Itália    | 3-0  | Argentina | 25-18    | 25-19    | 25-18    | -        | -        | Palermo       |
| 11/05 | Espanha   | 0-3  | França    | 16-25    | 20-25    | 20-25    | -        | -        | Valladolid    |
| 13/05 | Espanha   | 2-3  | França    | 22-25    | 25-20    | 19-25    | 25-23    | 11-15    | Leon          |
| 13/05 | Itália    | 3-0  | Argentina | 25-14    | 25-22    | 25-21    | -        | -        | Avellino      |
| 18/05 | Espanha   | 3-0  | Itália    | 25-23    | 25-17    | 26-24    | -        | -        | Gijon         |
| 18/05 | França    | 3-1  | Argentina | 21-25    | 27-25    | 25-19    | 25-20    | -        | Grenoble      |
| 19/05 | França    | 1-3  | Argentina | 25-27    | 25-23    | 22-25    | 22-25    | -        | Lyon          |
| 20/05 | Espanha   | 2-3  | Itália    | 29-27    | 24-26    | 17-25    | 25-23    | 10-15    | Gijon         |
| 25/05 | Argentina | 1-3  | França    | 22-25    | 26-24    | 28-30    | 22-25    | -        | Mar del Plata |
| 25/05 | Itália    | 3-2  | Espanha   | 25-22    | 27-25    | 17-25    | 23-25    | 15-11    | Chieti        |
| 26/05 | Argentina | 3-1  | França    | 25-20    | 20-25    | 25-22    | 26-24    | -        | Mar del Plata |
| 27/05 | Itália    | 3-0  | Espanha   | 25-15    | 25-20    | 25-20    | -        | -        | Ancona        |
| 1/06  | Itália    | 1-3  | França    | 30-28    | 20-25    | 20-25    | 19-25    | -        | Parma         |
| 2/06  | Argentina | 1-3  | Espanha   | 19-25    | 23-25    | 25-21    | 22-25    | -        | Buenos Aires  |
| 3/06  | Argentina | 2-3  | Espanha   | 23-25    | 21-25    | 25-22    | 28-26    | 12-15    | Buenos Aires  |
| 3/06  | Itália    | 3-0  | França    | 25-20    | 25-22    | 25-18    | -        | -        | La Spezia     |
| 8/06  | França    | 3-1  | Espanha   | 29-27    | 25-22    | 19-25    | 25-22    | -        | Rennes        |
| 9/06  | Argentina | 0-3  | Itália    | 25-27    | 29-31    | 14-25    | -        | -        | Rosario       |
| 9/06  | França    | 3-1  | Espanha   | 25-20    | 23-25    | 25-17    | 25-17    | -        | Rennes        |
| 10/06 | Argentina | 1-3  | Itália    | 24-26    | 32-30    | 21-25    | 20-25    | -        | Rosario       |
| 15/06 | Espanha   | 3-2  | Argentina | 25-18    | 22-25    | 25-21    | 28-30    | 15-12    | Almeria       |
| 15/06 | França    | 1-3  | Itália    | 21-25    | 25-19    | 20-25    | 19-25    | -        | Paris         |
| 16/06 | França    | 3-2  | Itália    | 25-20    | 19-25    | 19-25    | 25-21    | 15-9     | Orleans       |
| 17/06 | Espanha   | 3-2  | Argentina | 25-21    | 25-20    | 22-25    | 21-25    | 15-12    | Almeria       |

### Grupo B
| Pos | Equipe    | Pts | V | D | SV | SP | SA    |
| --- | --------- | --- | - | - | -- | -- | ----- |
| 1   | Rússia    | 20  | 8 | 4 | 28 | 14 | 2,000 |
| 2   | Polónia   | 19  | 7 | 5 | 25 | 22 | 1,136 |
| 3   | Grécia    | 18  | 6 | 6 | 24 | 25 | 0,960 |
| 4   | Venezuela | 15  | 3 | 9 | 16 | 32 | 0,500 |

PTS - pontos, V - vitórias, D - derrotas, SV - sets vencidos, SP - sets perdidos, SA - sets average
| Data  | Jogo      | Jogo | Jogo      | Parciais | Parciais | Parciais | Parciais | Parciais | Cidade          |
| Data  | Jogo      | Jogo | Jogo      | 1        | 2        | 3        | 4        | 5        | Cidade          |
| ----- | --------- | ---- | --------- | -------- | -------- | -------- | -------- | -------- | --------------- |
| 11/05 | Rússia    | 3-0  | Venezuela | 25-20    | 25-13    | 25-19    | -        | -        | Moscou          |
| 11/05 | Polônia   | 3-0  | Grécia    | 25-21    | 25-22    | 25-21    | -        | -        | Varsóvia        |
| 12/05 | Rússia    | 3-0  | Venezuela | 25-17    | 25-18    | 25-21    | -        | -        | Moscou          |
| 12/05 | Polônia   | 2-3  | Grécia    | 25-23    | 26-28    | 22-25    | 27-25    | 15-17    | Varsóvia        |
| 18/05 | Polônia   | 1-3  | Venezuela | 19-25    | 25-15    | 24-26    | 24-26    | -        | Wroclaw         |
| 18/05 | Grécia    | 3-1  | Rússia    | 25-18    | 27-25    | 22-25    | 25-20    | -        | Pireu           |
| 19/05 | Polônia   | 3-0  | Venezuela | 25-20    | 25-19    | 25-22    | -        | -        | Wroclaw         |
| 19/05 | Grécia    | 3-0  | Rússia    | 25-23    | 26-24    | 25-21    | -        | -        | Pireu           |
| 25/05 | Polônia   | 1-3  | Rússia    | 33-31    | 23-25    | 21-25    | 23-25    | -        | Lodz            |
| 25/05 | Venezuela | 1-3  | Grécia    | 19-25    | 17-25    | 25-20    | 19-25    | -        | Cabimas         |
| 26/05 | Polônia   | 0-3  | Rússia    | 23-25    | 22-25    | 19-25    | -        | -        | Lodz            |
| 27/05 | Venezuela | 1-3  | Grécia    | 19-25    | 17-25    | 25-20    | 19-25    | -        | Barquisimeto    |
| 1/06  | Rússia    | 1-3  | Grécia    | 22-25    | 23-25    | 25-21    | 23-25    | -        | Belgorod        |
| 1/06  | Venezuela | 2-3  | Polônia   | 20-25    | 20-25    | 25-22    | 25-23    | 12-15    | Cabimas         |
| 2/06  | Rússia    | 3-1  | Grécia    | 25-18    | 25-21    | 22-25    | 25-13    | -        | Belgorod        |
| 3/06  | Venezuela | 2-3  | Polônia   | 23-25    | 20-25    | 25-23    | 32-30    | 14-16    | Barquisimeto    |
| 8/06  | Venezuela | 0-3  | Rússia    | 14-25    | 21-25    | 13-25    | -        | -        | Cabimas         |
| 8/06  | Grécia    | 0-3  | Polônia   | 18-25    | 19-25    | 19-25    | -        | -        | Tessalônica     |
| 9/06  | Grécia    | 1-3  | Polônia   | 21-25    | 25-21    | 22-25    | 24-26    | -        | Tessalônica     |
| 10/06 | Venezuela | 0-3  | Rússia    | 11-25    | 18-25    | 13-25    | -        | -        | Barquisimeto    |
| 15/06 | Rússia    | 3-0  | Polônia   | 25-19    | 25-14    | 25-19    | -        | -        | São Petersburgo |
| 15/06 | Grécia    | 2-3  | Venezuela | 31-29    | 25-19    | 23-25    | 32-34    | 12-15    | Patras          |
| 16/06 | Rússia    | 2-3  | Polônia   | 25-11    | 20-25    | 25-22    | 23-25    | 14-16    | São Petersburgo |
| 16/06 | Grécia    | 2-3  | Venezuela | 23-25    | 23-25    | 25-20    | 25-20    | 18-20    | Patras          |

### Grupo C
| Pos | Equipe     | Pts | V  | D  | SV | SP | SA    |
| --- | ---------- | --- | -- | -- | -- | -- | ----- |
| 1   | Cuba       | 22  | 10 | 2  | 32 | 10 | 3,200 |
| 2   | Iugoslávia | 22  | 10 | 2  | 31 | 11 | 2,818 |
| 3   | Japão      | 15  | 3  | 9  | 15 | 28 | 0,536 |
| 4   | Portugal   | 13  | 1  | 11 | 5  | 34 | 0,147 |

PTS - pontos, V - vitórias, D - derrotas, SV - sets vencidos, SP - sets perdidos, SA - sets average
| Data  | Jogo       | Jogo | Jogo       | Parciais | Parciais | Parciais | Parciais | Parciais | Cidade          |
| Data  | Jogo       | Jogo | Jogo       | 1        | 2        | 3        | 4        | 5        | Cidade          |
| ----- | ---------- | ---- | ---------- | -------- | -------- | -------- | -------- | -------- | --------------- |
| 11/05 | Cuba       | 3-0  | Portugal   | 25-15    | 25-21    | 25-23    | -        | -        | Havana          |
| 12/05 | Japão      | 0-3  | Iugoslávia | 17-25    | 22-25    | 24-26    | -        | -        | Matsumoto       |
| 12/05 | Cuba       | 3-0  | Portugal   | 25-20    | 25-16    | 25-18    | -        | -        | Havana          |
| 13/05 | Japão      | 1-3  | Iugoslávia | 27-25    | 19-25    | 23-25    | 16-25    | -        | Matsumoto       |
| 18/05 | Cuba       | 3-0  | Japão      | 25-20    | 25-21    | 25-14    | -        | -        | Havana          |
| 19/05 | Portugal   | 0-3  | Iugoslávia | 21-25    | 14-25    | 25-27    | -        | -        | Póvoa de Varzim |
| 19/05 | Cuba       | 3-1  | Japão      | 25-17    | 25-17    | 24-26    | 25-23    | -        | Havana          |
| 20/05 | Portugal   | 0-3  | Iugoslávia | 14-25    | 15-25    | 16-25    | -        | -        | Póvoa de Varzim |
| 25/05 | Cuba       | 3-1  | Iugoslávia | 25-20    | 25-23    | 33-35    | 25-23    | -        | Havana          |
| 26/05 | Portugal   | 0-3  | Japão      | 16-25    | 23-25    | 20-25    | -        | -        | Espinho         |
| 26/05 | Cuba       | 3-0  | Iugoslávia | 25-21    | 26-24    | 25-19    | -        | -        | Havana          |
| 27/05 | Portugal   | 3-1  | Japão      | 26-24    | 21-25    | 29-27    | 25-23    | -        | Espinho         |
| 1/06  | Iugoslávia | 3-0  | Portugal   | 25-11    | 25-21    | 25-15    | -        | -        | Novi Sad        |
| 2/06  | Japão      | 0-3  | Cuba       | 19-25    | 15-25    | 23-25    | -        | -        | Hiroshima       |
| 3/06  | Japão      | 1-3  | Cuba       | 25-22    | 25-27    | 24-26    | 13-25    | -        | Hiroshima       |
| 3/06  | Iugoslávia | 3-0  | Portugal   | 25-15    | 25-12    | 25-18    | -        | -        | Podgorica       |
| 8/06  | Iugoslávia | 3-2  | Japão      | 25-18    | 25-18    | 27-29    | 23-25    | 15-10    | Podgorica       |
| 9/06  | Portugal   | 1-3  | Cuba       | 25-18    | 17-25    | 18-25    | 25-27    | -        | Almada          |
| 10/06 | Portugal   | 0-3  | Cuba       | 25-27    | 17-25    | 17-25    | -        | -        | Almada          |
| 10/06 | Iugoslávia | 3-0  | Japão      | 25-23    | 25-16    | 25-22    | -        | -        | Belgrado        |
| 15/06 | Iugoslávia | 3-1  | Cuba       | 25-16    | 21-25    | 25-20    | 25-22    | -        | Novi Sad        |
| 16/06 | Japão      | 3-1  | Portugal   | 27-25    | 26-24    | 23-25    | 25-20    | -        | Tóquio          |
| 16/06 | Iugoslávia | 3-1  | Cuba       | 22-25    | 25-20    | 25-22    | 25-23    | -        | Belgrado        |
| 17/06 | Japão      | 3-0  | Portugal   | 25-23    | 25-18    | 25-12    | -        | -        | Tóquio          |

### Grupo D
| Pos | Equipe         | Pts | V  | D  | SV | SP | SA    |
| --- | -------------- | --- | -- | -- | -- | -- | ----- |
| 1   | Brasil         | 23  | 11 | 1  | 35 | 13 | 2,692 |
| 2   | Países Baixos  | 19  | 7  | 5  | 28 | 22 | 1,273 |
| 3   | Estados Unidos | 18  | 6  | 6  | 20 | 25 | 0,800 |
| 4   | Alemanha       | 12  | 0  | 12 | 11 | 36 | 0,306 |

PTS - pontos, V - vitórias, D - derrotas, SV - sets vencidos, SP - sets perdidos, SA - sets average
| Data  | Jogo           | Jogo | Jogo           | Parciais | Parciais | Parciais | Parciais | Parciais | Cidade           |
| Data  | Jogo           | Jogo | Jogo           | 1        | 2        | 3        | 4        | 5        | Cidade           |
| ----- | -------------- | ---- | -------------- | -------- | -------- | -------- | -------- | -------- | ---------------- |
| 11/05 | Países Baixos  | 2-3  | Brasil         | 16-25    | 25-22    | 25-22    | 14-25    | 12-15    | Groningen        |
| 12/05 | Alemanha       | 1-3  | Estados Unidos | 34-36    | 26-28    | 25-20    | 21-25    | -        | Wuppertal        |
| 13/05 | Alemanha       | 0-3  | Estados Unidos | 23-25    | 22-25    | 10-25    | -        | -        | Wuppertal        |
| 13/05 | Países Baixos  | 1-3  | Brasil         | 21-25    | 25-22    | 17-25    | 20-25    | -        | Groningen        |
| 19/05 | Estados Unidos | 3-2  | Países Baixos  | 25-21    | 23-25    | 20-25    | 26-24    | 24-22    | Colorado Springs |
| 19/05 | Alemanha       | 1-3  | Brasil         | 21-25    | 14-25    | 25-22    | 22-25    | -        | Berlim           |
| 20/05 | Alemanha       | 1-3  | Brasil         | 14-25    | 25-19    | 23-25    | 24-26    | -        | Berlim           |
| 20/05 | Estados Unidos | 1-3  | Países Baixos  | 23-25    | 25-19    | 22-25    | 20-25    | -        | Colorado Springs |
| 25/05 | Países Baixos  | 3-1  | Alemanha       | 25-15    | 16-25    | 25-22    | 25-21    | -        | Eindhoven        |
| 26/05 | Estados Unidos | 0-3  | Brasil         | 22-25    | 12-25    | 15-25    | -        | -        | Colorado Springs |
| 27/05 | Países Baixos  | 3-2  | Alemanha       | 25-22    | 25-16    | 20-25    | 26-28    | 15-10    | Eindhoven        |
| 27/05 | Estados Unidos | 3-2  | Brasil         | 13-25    | 20-25    | 27-25    | 25-22    | 15-13    | Colorado Springs |
| 2/06  | Brasil         | 3-0  | Estados Unidos | 25-19    | 25-11    | 25-19    | -        | -        | Belo Horizonte   |
| 2/06  | Alemanha       | 1-3  | Países Baixos  | 19-25    | 25-16    | 23-25    | 21-25    | -        | Riesa-Großenhain |
| 3/06  | Brasil         | 3-0  | Estados Unidos | 25-22    | 25-23    | 25-23    | -        | -        | Belo Horizonte   |
| 3/06  | Alemanha       | 1-3  | Países Baixos  | 17-25    | 25-23    | 21-25    | 28-30    | -        | Riesa-Großenhain |
| 9/06  | Brasil         | 3-0  | Países Baixos  | 25-20    | 25-18    | 25-23    | -        | -        | Fortaleza        |
| 9/06  | Estados Unidos | 3-2  | Alemanha       | 25-20    | 25-23    | 23-25    | 22-25    | 15-12    | Colorado Springs |
| 10/06 | Brasil         | 3-2  | Países Baixos  | 21-25    | 25-16    | 25-21    | 22-25    | 15-10    | Fortaleza        |
| 10/06 | Estados Unidos | 3-0  | Alemanha       | 32-30    | 25-15    | 25-16    | -        | -        | Colorado Springs |
| 15/06 | Países Baixos  | 3-1  | Estados Unidos | 25-23    | 25-18    | 21-25    | 25-19    | -        | Amsterdã         |
| 16/06 | Brasil         | 3-0  | Alemanha       | 25-18    | 26-24    | 25-21    | -        | -        | Recife           |
| 17/06 | Brasil         | 3-1  | Alemanha       | 25-07    | 25-19    | 19-25    | 25-13    | -        | Recife           |
| 17/06 | Países Baixos  | 3-0  | Estados Unidos | 25-17    | 29-27    | 25-17    | -        | -        | Amsterdã         |

## Fase final

### Grupo E
| Pos | Equipe     | Pts | V | D | SV | SP | SA    | PF  | PS  | PA    |
| --- | ---------- | --- | - | - | -- | -- | ----- | --- | --- | ----- |
| 1   | Brasil     | 6   | 3 | 0 | 9  | 3  | 3,000 | 293 | 245 | 1,196 |
| 2   | Iugoslávia | 4   | 1 | 2 | 6  | 6  | 1,000 | 273 | 270 | 1,011 |
| 3   | França     | 4   | 1 | 2 | 6  | 8  | 0,750 | 304 | 321 | 0,947 |
| 4   | Polónia    | 4   | 1 | 2 | 4  | 7  | 0,571 | 252 | 286 | 0,881 |

PTS - pontos, V - vitórias, D - derrotas, SV - sets vencidos, SP - sets perdidos, SA - sets average
| Data  | Jogo       | Jogo | Jogo       | Parciais | Parciais | Parciais | Parciais | Parciais |
| Data  | Jogo       | Jogo | Jogo       | 1        | 2        | 3        | 4        | 5        |
| ----- | ---------- | ---- | ---------- | -------- | -------- | -------- | -------- | -------- |
| 25/06 | Iugoslávia | 2-3  | França     | 25-18    | 31-33    | 26-28    | 25-21    | 11-15    |
| 25/06 | Polônia    | 1-3  | Brasil     | 25-19    | 19-25    | 15-25    | 21-25    |          |
| 26/06 | Polônia    | 3-2  | França     | 21-25    | 25-22    | 19-25    | 26-24    | 15-13    |
| 26/06 | Iugoslávia | 1-3  | Brasil     | 25-19    | 15-25    | 19-25    | 21-25    |          |
| 27/07 | Polônia    | 0-3  | Iugoslávia | 22-25    | 22-25    | 17-25    | -        | -        |
| 27/06 | França     | 1-3  | Brasil     | 20-25    | 13-25    | 25-22    | 22-25    | -        |

### Grupo F
| Pos | Equipe        | Pts | V | D | SV | SP | SA    | PF  | PS  | PA    |
| --- | ------------- | --- | - | - | -- | -- | ----- | --- | --- | ----- |
| 1   | Itália        | 5   | 2 | 1 | 8  | 4  | 2.000 | 285 | 252 | 1.131 |
| 2   | Rússia        | 5   | 2 | 1 | 8  | 6  | 1.333 | 312 | 308 | 1.013 |
| 3   | Cuba          | 5   | 2 | 1 | 6  | 6  | 1.000 | 270 | 275 | 0.982 |
| 4   | Países Baixos | 3   | 0 | 3 | 3  | 9  | 0.333 | 255 | 287 | 0.889 |

PTS - pontos, V - vitórias, D - derrotas, SV - sets vencidos, SP - sets perdidos, SA - sets average
| Data  | Jogo          | Jogo | Jogo          | Parciais | Parciais | Parciais | Parciais | Parciais |
| Data  | Jogo          | Jogo | Jogo          | 1        | 2        | 3        | 4        | 5        |
| ----- | ------------- | ---- | ------------- | -------- | -------- | -------- | -------- | -------- |
| 25/06 | Países Baixos | 1-3  | Cuba          | 20-25    | 18-25    | 26-24    | 25-27    | -        |
| 25/06 | Itália        | 2-3  | Rússia        | 26-24    | 26-28    | 24-26    | 25-18    | 13-15    |
| 26/06 | Itália        | 3-1  | Países Baixos | 21-25    | 25-16    | 25-21    | 25-19    | -        |
| 26/06 | Rússia        | 2-3  | Cuba          | 27-29    | 25-18    | 21-25    | 25-22    | 13-15    |
| 27/06 | Rússia        | 3-1  | Países Baixos | 25-23    | 25-19    | 15-25    | 25-18    | -        |
| 27/06 | Itália        | 3-0  | Cuba          | 25-21    | 25-17    | 25-22    | -        | -        |

|  | Semifinais | Semifinais         |              |        | Final      | Final       |  |
|  |            |                    |              |        |            |             |  |
|  | 29/jun     |                    |              |        |            |             |  |
|  | Brasil     | 3 : 25 24 23 20    |              |        |            |             |  |
|  | Rússia     | 2 : 19 19 26 25 18 |              |        |            |             |  |
|  |            |                    |              |        |            |             |  |
|  |            |                    |              |        | 30/jun     |             |  |
|  |            |                    |              |        | Brasil     | 3 : 25      |  |
|  |            | Itália             | 0 : 15 22 19 |        |            |             |  |
|  |            |                    |              |        |            |             |  |
|  |            |                    |              |        |            |             |  |
|  |            |                    |              |        | 3ºLugar    |             |  |
|  | 29/jun     | 29/jun             |              | 30/jun | 30/jun     |             |  |
|  | Iugoslávia | 2 : 25 22 22 12    |              | Rússia | 3 : 25     |             |  |
|  | Itália     | 3 : 22 19 25 15    |              |        | Iugoslávia | 0: 20 20 23 |  |

## Classificação final
| #       | Equipe         |
| ------- | -------------- |
| Gold.   | Brasil         |
| Silver. | Itália         |
| Bronze. | Rússia         |
| 4.      | Iugoslávia     |
| 5.      | Cuba           |
|         | França         |
| 7.      | Países Baixos  |
|         | Polónia        |
| 9.      | Grécia         |
|         | Espanha        |
|         | Japão          |
|         | Estados Unidos |
| 13.     | Argentina      |
|         | Alemanha       |
|         | Portugal       |
|         | Venezuela      |

## Prêmios
- Jogador Mais Valioso (MVP):  Ivan Miljković
- Melhor Ataque:  André Nascimento
- Melhor Bloqueio:  Gustavo Endres
- Melhor Saque:  Luigi Mastrangelo